# 18e brigade Sloviansk
La 18e brigade Sloviansk (en ukrainien : 18 Слов’янський бригада, abrégé en 18 Бр ; numéro d'unité militaire 3035), anciennement appelée 15e régiment spécial, est une brigade de la Garde nationale de l'Ukraine qui fait partie du commandement opérationnel est. Elle est stationnée à Sloviansk.

## Historique

### Création
Le 2 janvier 1992, le 13e régiment de la Garde nationale (unité militaire 4113) est formé sur la base du 26e bataillon des troupes intérieures du ministère de l'Intérieur de l'URSS.
En 1995, conformément au décret du président de l'Ukraine du 20 janvier et à l'ordre du commandant de la Garde nationale de l'Ukraine du 26 janvier, le 13e régiment est subordonné aux troupes intérieures, où il est rebaptisé 15e régiment spécial motorisé (v/ h 3035).

### Guerre du Donbass
En 2014, le régiment devient membre de la nouvelle Garde nationale ukrainienne .
Le 29 mai 2014, la garnison de l'unité à Louhansk est capturée par des militants séparatistes pro-russes. Les militaires de l'unité sont d'abord transférés à Kharkiv. La réorganisation du régiment a lieu en décembre 2014 à partir des unités militaires 3004, 3023, 3037, qui étaient situées à Donetsk et devaient être dissoutes. Le régiment est ensuite transféré dans la ville de Sloviansk.
En 2016, un bataillon de fusiliers est créé au sein du régiment. Le 9 septembre 2016, le 2e bataillon spécial « Donbass » est transféré au sein du régiment.

### Invasion russe de l'Ukraine

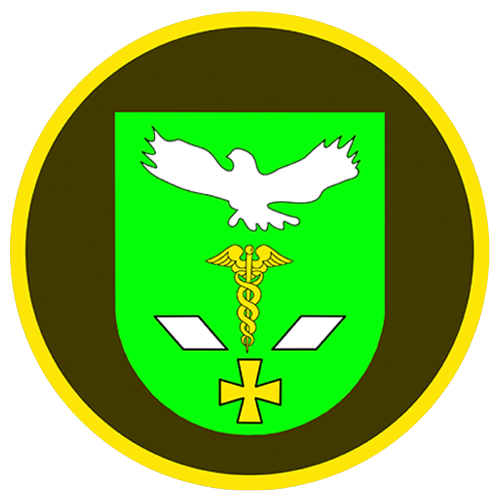
Ancien insigne du 15e régiment spécial

À partir du 24 février 2022, le 2e bataillon Donbass effectue des missions de combat près de Popasna, dans la zone du réservoir d'Oskil, dans l'oblast de Donetsk, mais aussi à Stoudenok, Kamianka, Velika Komychouvakha et Dovgenke dans l'oblast de Kharkiv. Sous la direction du Service de sécurité d'Ukraine (SBU), les militaires du régiment participent aux mesures opérationnelles et préventives à Droujkivka. Le régiment prend part activement à la bataille de Sievierodonetsk, défendant les zones de Roubijné, Novodroujesk, Voïevodivka puis Syrotyne (en), Metiolkine, Lyssytchansk, Oleksandrivka. Il participe à la défense de Sloviansk dans le secteur de Sviatohirsk, près des villages de Korovii Iar, Iatskivka, Tetyanivka, ainsi qu'aux combats à Bohorodychne.
Le 2 septembre 2022, par décret du président de l'Ukraine, afin « d'honorer le courage et l'héroïsme manifestés lors de la défense de la souveraineté de l'État, de l'indépendance et de l'intégrité territoriale de l'Ukraine », le régiment reçoit la décoration Pour le Courage et la Bravoure.
Durant la contre-offensive de Kharkiv, le régiment participe à la libération de Volokhiv Yar et Koupiansk puis celle de Dibrova et Ozerny, situées près de Lyman. Le régiment est ensuite engagé dans la bataille de la forêt de Serebryansky près de Iampolivka et Terny, dans le secteur de Kreminna. Le 25 décembre 2023, le régiment est agrandi au statut de brigade et est renommée 18e brigade Sloviansk.

## Commandants
- colonel Ihor Aramovitch Hryhoryan
- colonel Vasyl Vasyliovytch Jouk
- colonel Serhii Serhiyovytch Bojko
- colonel Guennadi Hryhorovytch Koutsiy